# Blockleiter
Blockleiter der NSDAP, inoffiziell Blockwarte genannt, waren in der Zeit des Nationalsozialismus die rangniedrigsten Funktionsträger der NS-Partei, zuständig für die kleinteilige Kontrolle, Bespitzelung und Indoktrinierung der Bevölkerung. Sie überwachten in größeren Orten jeweils etwa 40 bis 60 Haushalte („Wohngemeinschaften einschließlich Untermieter“) mit durchschnittlich rund 170 Personen eines Häuserblocks, von dem sich ihre Bezeichnung herleitete. Auf dem Land war ein Blockwart für mehrere Bauernhöfe, Handwerksbetriebe und Arbeiterhäuser zuständig.
Jeder der mehreren Hunderttausend Blockleiter hatte einen Ariernachweis zu erbringen, der seine „arische“ Abstammung bis ins Jahr 1800 belegte. Sie waren keine hauptamtlichen Funktionäre, wurden aber auf Adolf Hitler vereidigt, trugen bei dienstlichen Anlässen Parteiuniform und waren zu „vorbildlichem Verhalten“ auch im Privatleben angehalten.
Die parteiamtliche Bezeichnung „Blockleiter“ setzte sich im allgemeinen Sprachgebrauch nicht durch, zumal vor 1933 im Organisationsschema der NSDAP für diese Funktionäre die Bezeichnung „Blockwart“ gegolten hatte. Diese wurde von der Bevölkerung während der NS-Zeit auch als genereller Sammelbegriff für rangniedrige Funktionäre und Helfer der NSDAP sowie ihrer Nebenorganisationen verwendet.

## Aufgabenbereich
Vom Hauptschulungsamt der NSDAP wurden die Aufgaben eines Blockleiters 1940 so beschrieben: „Der Hoheitsträger muss sich um alles kümmern. Er muss alles erfahren. Er muss sich überall einschalten.“ Seine Aufgaben waren tatsächlich umfassend:
- Als Propagandist der nationalsozialistischen Ideologie musste er für deren Verbände werben, Schulungsmaterial ausgeben, Beiträge kassieren, für Winterhilfswerk und Eintopfsonntag sammeln lassen sowie als Vermittler für die Volkswohlfahrt auftreten.
- Zur Durchsetzung der Nürnberger Rassegesetze denunzierte er „Judenfreunde“ und achtete auf die genaue Befolgung schikanöser Vorschriften wie des Verbots für Juden, ein Haustier zu halten. Auch listete er jüdischen Besitz und jüdische Wohnungen auf.
- Als Organisator der „Inneren Front“ besorgte er die Verteilung von Lebensmittelkarten, sorgte für das Entrümpeln der Dachböden und das Einhalten der Verdunkelung im Rahmen des Luftschutzes. Er betreute die Ausgebombten und organisierte in der Endphase des Krieges den Volkssturm.
- Zur politischen Überwachung führte er eine normierte Haushaltskartei, notierte Unmutsäußerungen und das Verhalten bei Beflaggung, gab Leumundszeugnisse ab und war allgegenwärtiger Ansprechpartner für Denunziationen.

Nach einem Rundschreiben vom 31. Januar 1941 sollten die Blockleiter vermerken, „seit wann der Völkische Beobachter bezogen wird, ob die Familie bereits vor dem Flaggengesetz von 1935 eine Hakenkreuzfahne besaß und welcher Volksempfänger in dem Haushalt vorhanden ist. […] Die politische Beurteilung ist […] mit dem zuständigen Block- oder Zellenleiter vorzunehmen.“ Mitte 1941 erhielten die Blockleiter den Auftrag, alle Wohnungen aufzusuchen und an den Rundfunkgeräten oder an den Bedienungsknöpfen eine Karte anzubringen, die folgende Warnung enthielt: „Das Abhören ausländischer Sender ist ein Verbrechen gegen die nationale Sicherheit unseres Volkes. Es wird auf Befehl des Führers mit schweren Zuchthausstrafen geahndet. Denke daran!“
Als rangniedrigster Parteifunktionär genoss der Blockleiter kein hohes Ansehen und wurde im Volksmund, besonders in den Städten, verächtlich als „Treppenterrier“ bezeichnet. Er war mit seinen Funktionen ein allgegenwärtiges Instrument der Überwachung und Unterdrückung.

## Blockleiter und Helfer
Der Blockleiter stand am unteren Ende der Hierarchie nationalsozialistischer Parteifunktionäre, die vom Gauleiter, Kreisleiter, Ortsgruppenleiter über den Zellenleiter bis zum Blockleiter abgestuft war.
Eine Ortsgruppe der NSDAP bestand in der Regel aus acht Zellen, jede dieser Zellen war in vier bis acht Blocks unterteilt.
Der Blockleiter konnte in seinem Abschnitt auf ehrenamtliche Helfer zurückgreifen, gegenüber denen er auch weisungsberechtigt war. Diese Helfer mussten zwar nicht selbst der NSDAP angehören, hatten jedoch ebenfalls ihre „arische“ Abstammung nachzuweisen und wurden vom Ortsgruppenleiter berufen. Sie wurden auch als Blockwalter, Blockhelfer oder Hauswarte bezeichnet und vertraten oft ehrenamtlich nationalsozialistische Nebenorganisationen wie zum Beispiel die Deutsche Arbeitsfront, NS-Frauenschaft oder NS-Volkswohlfahrt.

## Anzahl der Blockleiter
Für das Jahr 1935 schätzt man die Zahl der Blockleiter auf gut 200.000; zusammen mit den ehrenamtlichen Helfern waren auf der unteren Ebene annähernd 500.000 Funktionäre tätig. Diese Zahlen stiegen durch den Ausbau der Luftschutz-Organisation rapide an und vervierfachten sich bis Kriegsbeginn – vor allem nach der Besetzung des Sudetenlandes infolge des Münchner Abkommens sowie dem Anschluss Österreichs.

## Bezeichnung „Blockwart“

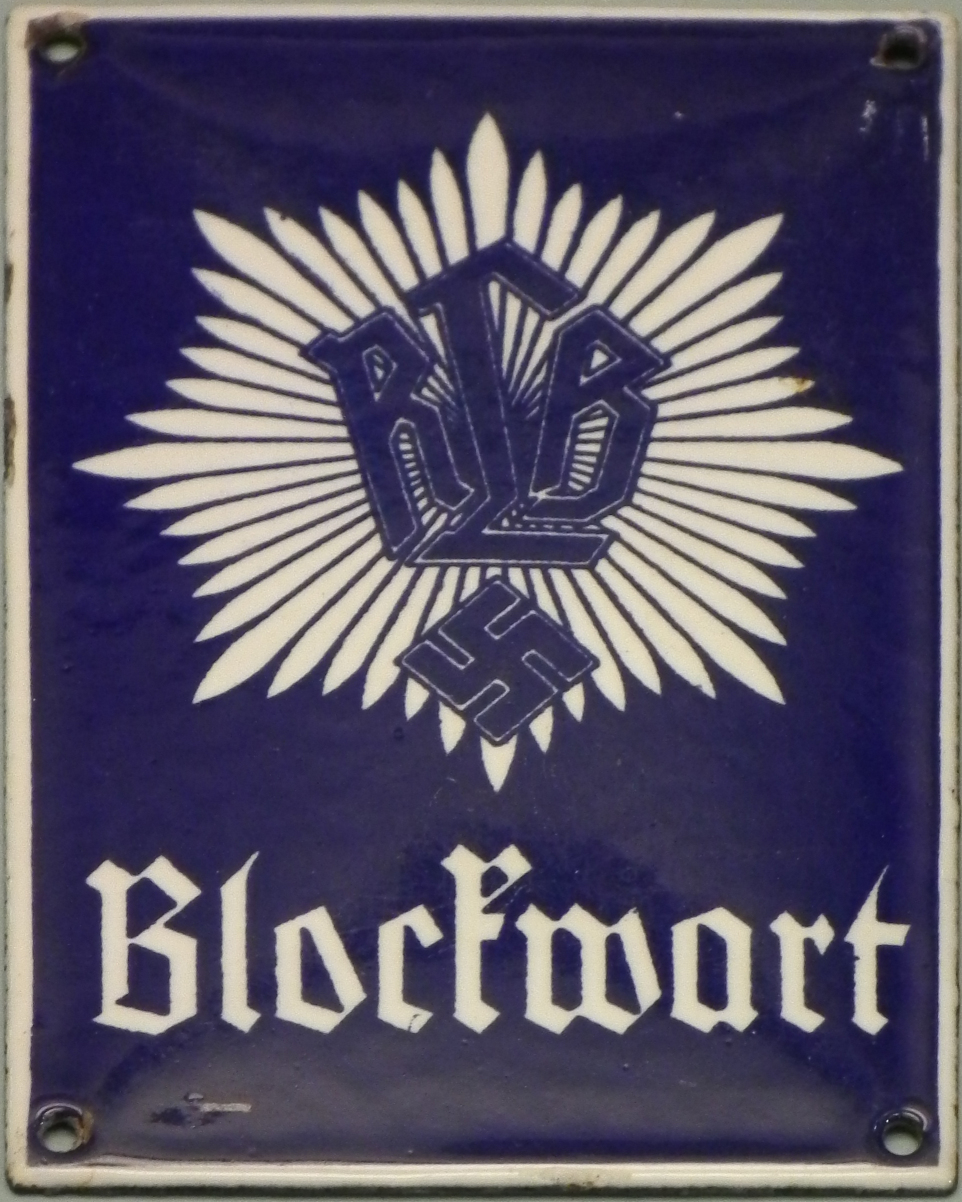
Emaille-Schild für den „Blockwart“ (RLB = Reichsluftschutzbund)

Vor 1933 galt diese Bezeichnung des Blockwarts im Organisationsschema der NSDAP für die unterste Ebene der Parteifunktionen und hat sich im Sprachgebrauch der Bevölkerung erhalten.
Oft trat der „Blockleiter der NSDAP“ auch in Personalunion als „Blockwalter“ der Organisation „Kraft durch Freude“ auf. Da Komposita mit wart aus dem Vereinswesen allgemein vertrauter waren, wurden der Blockwalter und Blockleiter wie auch seine Helfer in der Umgangssprache meist unterschiedslos als Blockwart bezeichnet.
Die sprachliche Verwirrung um diese pseudoamtlichen Titulierungen gipfelte später darin, dass die Helfer des Reichsluftschutzbundes die Bezeichnung „Blockwart“ erhielten. Im Organisationsschema der NSDAP war die Bezeichnung Blockwart nicht mehr enthalten.
In der Literatur- und Theatergeschichte kommt der Begriff „Blockwart“ im Theater- und Kabarettstück Der Herr Karl von Helmut Qualtinger und Carl Merz aus dem Jahr 1961 vor, in dem die Hauptfigur, der opportunistische Herr Karl aus Wien, unter anderem eine Begegnung mit Adolf Hitler beim Blockwartetreffen schildert.
Der Begriff Blockwart wurde von einem Medienverbund aus 3sat, Deutschlandradio Berlin, der Süddeutschen Zeitung und dem Suhrkamp Verlag zu einem der 100 Wörter des 20. Jahrhunderts gewählt. In der Laudatio wurde das Wort charakterisiert als „Blockwart – in der Umgangssprache heute ein Schimpfwort, stellvertretend für Schnüffler.“ Laut der Gesellschaft für deutsche Sprache lebt die Vokabel aus der Zeit des Nationalsozialismus bis heute weiter. Sie ist Teil von Begriffen wie „Blockwartstaat“ oder „Blockwartmentalität“ und wird in manchen Fällen arglos, in anderen ironisch verwendet.